# Friedrich August von der Heydte
Dr.jur. Dr.rer.pol. Friedrich August (Freiherr) von der Heydte (30. marts 1907 – 7. juli 1994) var en adelig tysk Luftwaffe-officer, der indgik i faldskærmstropperne under Anden Verdenskrig, og nåede rang af oberstløjtnant. Efter krigen tjente han i hæren i Vesttyskland, og nåede rang af brigadegeneral i reserven.